# Арент Ян Венсінк
Арент Ян Венсінк (нід. Arent Jan Wensinck; 7 серпня 1882, Аарландервен, Південна Голландія — 19 вересня 1939, там же) — нідерландський ісламознавець і лінгвіст-семітолог, перекладач. Знаний як дослідник сирійського містицизму ісламського штибу. Один із редакторів першого видання «Енциклопедії ісламу» (помічник Мартіна Хаутсми). Ординарний професор Лейденської академії. Член-кореспондент Нідерландської королівської академії мистецтв та наук (1917) й іноземний член Азійського товариства. Лицар ордену Нідерландського лева.

## Біографія

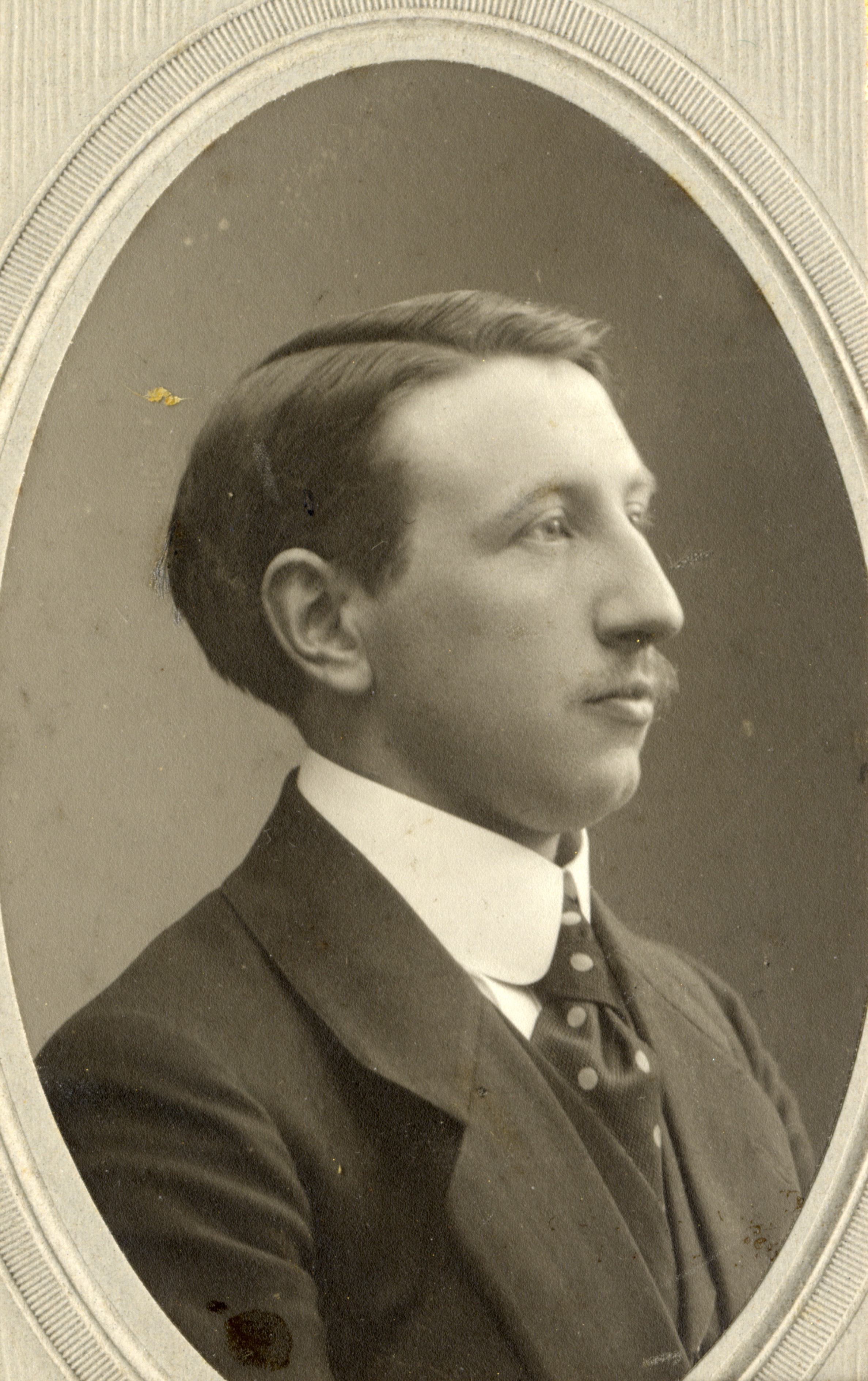
Під час навчання в Утрехтському університеті між 1910 та 1912 роками

Народився 8 серпня 1882 року в Аарландервені, провінція Південна Голландія, Нідерланди, в родині предиканта Нідерландської реформаторської церкви Йоганна Германа Венсінка та його дружини Анни Сари Гертруди Вермер. Спочатку він планував піти стопами батька. Закінчивши гімназії в Амерсфорті та Лейдені, вступив до Утрехтського університету на факультет теології, але через семестр наступного року перевівся на факультет мовознавства і почав займатися вивченням семітських мов (семітологія). Того ж року успішно склав перший іспит (його керівником був Мартін Теодор Хаутсма, один з найвпливовіших семітологів й арабістів світу) і вступив до Лейденської академії, де продовжив навчання у Міхаела Яна де Гує і Християна Снук-Хюргроньє. 30 квітня 1906 року з відзнакою закінчив навчання, а за два роки, 18 березня 1908 року захистив дисертацію «Магомет і євреї в Медині» під керівництвом останнього з них.
Крім рідної нідерландської, володів івритом й арамейською, сирійською і арабською мовами. Відвідував лекції в Берлині та Гейдельберзі і викладав іврит в гімназіях Утрехта й Амерсфорта. Після захисту дисертації отримав посаду приват-доцента Утрехтського університету. Крім цього займався викладанням вдома. Одночасно Хаутсма влаштував Венсінка відповідальним секретарем і помічником редактора фундаментального проєкту видавництва Brill «Енциклопедія ісламу». 1912 року отримав посаду ординарного професора Лейденської академії з курсу івриту, арамейських і сирійських мов, викладаючи їх до 1927 року, коли змінив Християна Снук-Хюргроньє на посаді ординарного професора з розряду арабістики й ісламознавства. Викладаючи тут, 1917 року отримав статус члена-кореспондента Нідерландської королівської академії мистецтв і наук. 1932 року, коли король Фуад I заснував Єгипетську академію наук, він запросив чотирьох сходознавців з Європи стати її першими іноземними членами. Це були Гамільтон Гібб від Британії, Луї Массіньйон від Франції, Карло Налліно від Італії й Арент Ян Венсінк від Нідерландів. Однак через політичний скандал, що вибухнув[⇨] останній незабаром був з неї виключений. 1938 року отримав ступінь почесного доктора Алжирського університету, орден Нідерландського лева і звання іноземного почесного члена Азійського товариства.
3 жовтня 1912 року одружився з Марією Елізабет Думбантон. У шлюбі з нею мав двох дочок і двох синів. Помер у рідному селі 19 вересня 1939 року.

## Наукова діяльність
Став знаний як ісламознавець, фахівець з ранньої історії ісламу та дослідник містицизму, насамперед ісламського, але також і християнського штибу. 1930 року опублікував повноцінне дослідження цього питання під назвою «Oostersche mystiek: Christelijke en Mohammedaansche» (з нідерл. — «Східний містицизм: християнський та мусульманський»). Ранній історії ісламу присвячені його переклади хадисів, сір, а також статті про пророка Магомета, його сподвижників і діячів Праведного халіфату. Перевів кілька робіт сирійських авторів, зокрема Бар-Ебрея й Ісаака Сіріна. Пізніші роботи науковця присвячені в основному Аль-Газалі, перському містику і вченому XI століття.
У 1923—1927 роках опублікував збірку праць свого вчителя у 6 томах, яку сам відредагував і до якого написав передмову. У другій половині своєї кар'єри в Лейденській академії працював над двома фундаментальними проєктами — першим виданням «Енциклопедії ісламу», де став одним із редакторів на допомогу Мартіну Хаутсма й автором значної кількості статей, та над всеосяжним оглядом традиційної літератури ісламу. У рамках останньої багато науковців академії публікували свої праці. Венсінк при цьому написав дві великі книги — «A handbook of early Muhammadan tradition, alphabetically arranged» (з англ. — «Довідник за ранньою мухаммаданською традицією…» 1927 року та «The Muslim creed» (з англ. — «Мусульманське віровчення») 1932 року. Остання до того ж присвячена питанню зростання догматичної позиції в сунітському ісламі. Згідно з ісламознавцем Монтгомері Вотту, ця праця вийшла великою і вкрай необхідною для тих, хто вивчає це питання через широке пізнання автора у цій галузі.
1938 року випустив 47-сторінкову брошуру «De Nederlandsch-Hervormde Kerk en de Gemeente van Christus» (з англ. — «Нідерландська реформатська церква і Церква Христа»), присвячена релігії, яку завжди сповідував, але ніколи професійне не вивчав. Останньою працею стала розпочата під його керівництвом 1939 року (хоча підготовка проєкту почалася ще 1916 року) і завершена лише через 30 років після смерті науковця «Узгодження і вказівки мусульманської традиції», праця, що публікувалася виключно арабською мовою і складається з 7 томів. Вона містить численні хадиси й ісламські традиційні праці. Завдяки цьому багатотомнику Венсінк став добре знаним в ісламському світі. Крім канонічних ранніх збірок хадисів X століття також увійшли більш пізні «Мусна» авторства Ад-Дарімі й Ахмада ібн Ханбала і «Муватта» Маліка ібн Анаса. Проєкт випускався за підтримки низки світових академій і при заступництві Міжнародної спілки академій. Поряд з «Енциклопедією ісламу» і першим виданням «Історії пророків і царів» ця праця стала одним з найбільших пам'ятників арабістики в Нідерланда. Крім цього з під руки Венсінка вийшло кілька правознавчих праць, в яких він розвивав свою теорію про те, що оскільки іслам сам по собі став «збіркою цитат» з інших релігій, то його закони та правові норми основані на Єврейсько-іудейських роботах.
Праця, присвячена Аль-Газалі, вийшла через рік після початку публікації багатотомника, але задовго до кінця його публікації. 1941 року вийшов «Handwörterbuch des Islam» (з нім. — «Ісламський енциклопедичний словник»), який іноді називають «Малою енциклопедією ісламу». Венсінк став його головним редактором поряд з Йоганнесом Крамерсом. Англомовну версію праці 1953 року Крамерс редагував з шотландцем Гамільтоном Гіббом.
Відповідно до релігієзнавця Жана Ваарденбурга, основна заслуга дослідницької діяльності Венсінка полягала в мультидисциплінарності та його здатності об'єднати різні спеціалізації для комплексного вивчення питання семітських релігій. Він зміг виявити історичну закономірність усередині семітського релігійного світу, спільні для християнства, ісламу й юдаїзму. Він досліджував такі різноманітні галузі, як космологія, ритуальна поведінка, етика, містицизм і народна релігія, писав на такі різноманітні теми, як святкування Нового року, шанування мучеників та поняття наміру у праві. Взявши як відправну точку наявні в нього дані, що стосуються побожного і містичного життя і думки, Венсінк показав історичний зв'язок між мусульманським і сирійським християнським містицизмом, розповівши про те, як Ісаак Сирин вплинув на мусульманських містиків, так і як Абу Хамід аль-Газалі вплинув на Бар-Ебрея в пізніший період. Венсінк зробив значний внесок у саме розуміння аль-Газалі як містика. Наприкінці свого життя Венсінк послужив для багатьох учених стимулом вивчення арамейської основи Нового Заповіту, що виявилося плідним напрямом досліджень.

### Сура 18
1932 року Єгипетська національна газета аль-Ахрам арабською мовою опублікувала кілька власних редакційних статей на першій шпальті, у яких піддавалося затятій критиці перше видання «Енциклопедії ісламу», головним редактором якої на той момент виступав Венсінк. Причиною стали статті про історію Мекки і раннього ісламу, в яких особисто Венсінк з посиланнями на Снук-Хюргроньє і єгипетського інтелектуала Тага Хусейна стверджував, що Авраама ввели в Коран тільки після розриву Магомета з юдеями в Медині. Крім цього він писав, що хадиси були «зброєю протиборчих сторін» і в них відображалися етапи, що відбувалися не з Магометом, а в набагато пізніші періоди ісламської історії. Хусайн аль-Хірраві писав, що таку точку зору сприйняли як навмисну спробу посіяти сумніви в умах вірян, озброїти «євангелістів» і «колонізаторів», а також підірвати віру в іслам. Венсінк заперечував це, заявляючи, що лише виклав в енциклопедії загальновідомі в Європі речі, які йому розповідав Снук-Хюргроньє. Крім цього нагадав, що в інших своїх працях висловлював симпатію до ісламу, у зв'язку з чим дивно звинувачувати його в спробі підірвати віру. Спроби посередництва і погрози з боку інших європейських науковців бойкотувати засідання Академії були безрезультатні. Король зовсім не хотів ворогувати з громадською думкою. Через це на місце Венсінка призначили Енно Літтманна, представник Німеччини.

### Праці
Автор 6 монографій та редактор 4 праць, включно з 8 з 9 томів фундаментальної «Енциклопедії ісламу».
Книги (автор)
- Mohammed en de Joden te Medina :  [нід.]. — Leiden : E.J. Brill, 1908. — xii, 174 p. Mohammed en de Joden te Medina :  [нід.]. — Leiden : E.J. Brill, 1908. — xii, 174 p.
- Oostersche mystiek Christelijke en Mohammedaansche :  [нід.]. — Amsterdam : H. J. Paris, 1930. — 90 p. — (De Weg der Menschheid).Oostersche mystiek Christelijke en Mohammedaansche :  [нід.]. — Amsterdam : H. J. Paris, 1930. — 90 p. — (De Weg der Menschheid).
- A handbook of early Muhammadan tradition, alphabetically arranged :  [англ.]. — Leiden : E.J. Brill, 1927. — xviii, 268 p. A handbook of early Muhammadan tradition, alphabetically arranged :  [англ.]. — Leiden : E.J. Brill, 1927. — xviii, 268 p.
- The Muslim creed : its genesis and historical development :  [англ.]. — Cambr. : Cambridge University Press, 1932. — vii, 304 p. The Muslim creed : its genesis and historical development :  [англ.]. — Cambr. : Cambridge University Press, 1932. — vii, 304 p.
- De Nederlandsch-Hervormde Kerk en de Gemeente van Christus :  [нід.]. — Rotterdam : Voorhoeve, 1938. — 47 p. De Nederlandsch-Hervormde Kerk en de Gemeente van Christus :  [нід.]. — Rotterdam : Voorhoeve, 1938. — 47 p.
- La pensée de Ghazzālī :  [фр.]. — P. : Adrien-Maisonneuve, 1940. — ii, 201 p. La pensée de Ghazzālī :  [фр.]. — P. : Adrien-Maisonneuve, 1940. — ii, 201 p.

Переклади та редакція
- Bar Hebraeus. Syriac Christian mysticism: Bar Hebraeus's Book of the Dove :  [англ.] / edited, translated and introduction by A. J. Wensinck. — Leyden : E.J. Brill, 1919. — cxxxvi, 151 p. — (Publication of the De Goeje Fund). Bar Hebraeus. Syriac Christian mysticism: Bar Hebraeus's Book of the Dove :  [англ.] / edited, translated and introduction by A. J. Wensinck. — Leyden : E.J. Brill, 1919. — cxxxvi, 151 p. — (Publication of the De Goeje Fund).
- Isaac Syrus. Mystic treatises by Isaac of Nineveh :  [англ.] / translated from Bedjan's Syriac text with an introduction and registers by A. J. Wensinck. — Amsterdam : Koninklijke Akademie van Wetenschappen, 1923. — lvi, 450 p. — (Verhandelingen der Koninklijke Nederlandse Akademie van Wetenschappen). Isaac Syrus. Mystic treatises by Isaac of Nineveh :  [англ.] / translated from Bedjan's Syriac text with an introduction and registers by A. J. Wensinck. — Amsterdam : Koninklijke Akademie van Wetenschappen, 1923. — lvi, 450 p. — (Verhandelingen der Koninklijke Nederlandse Akademie van Wetenschappen).
- Handwörterbuch des Islam :  [нім.] / herausgegeben von A. J. Wensinck und J. H. Kramers. — Leiden : E.J. Brill : Koninklijke Nederlandse Akademie van Wetenschappen, 1941. Handwörterbuch des Islam :  [нім.] / herausgegeben von A. J. Wensinck und J. H. Kramers. — Leiden : E.J. Brill : Koninklijke Nederlandse Akademie van Wetenschappen, 1941.
- Encyclopaedia of Islam, First Edition (1913—1936): [англ.]: in 9 vol. / ed. by Th. Houtsma, A. J. Wensinck, T. W. Arnold. — Leiden: E.J. Brill, 1993. — Vol. 2. — ISBN 90-04-09796-1. (платн.)
- Encyclopaedia of Islam, First Edition (1913—1936): [англ.]: in 9 vol. / ed. by Th. Houtsma, A. J. Wensinck, E. Levi-Provençal. — Leiden: E.J. Brill, 1993. — Vol. 3. — ISBN 90-04-09796-1. (платн.)
- Encyclopaedia of Islam, First Edition (1913—1936): [англ.]: in 9 vol. / ed. by Th. Houtsma, A. J. Wensinck, H. A. R. Gibb. — Leiden: E.J. Brill, 1993. — Vol. 4. — ISBN 90-04-09796-1. (платн.)
- Encyclopaedia of Islam, First Edition (1913—1936): [англ.]: in 9 vol. / ed. by Th. Houtsma, A. J. Wensinck, H. A. R. Gibb. — Leiden: E.J. Brill, 1993. — Vol. 5. — ISBN 90-04-09796-1. (платн.)
- Encyclopaedia of Islam, First Edition (1913—1936): [англ.]: in 9 vol. / ed. by Th. Houtsma, A. J. Wensinck, H. A. R. Gibb. — Leiden: E.J. Brill, 1993. — Vol. 6. — ISBN 90-04-09796-1. (платн.)
- Encyclopaedia of Islam, First Edition (1913—1936): [англ.]: in 9 vol. / ed. by Th. Houtsma, A. J. Wensinck, H. A. R. Gibb. — Leiden: E.J. Brill, 1993. — Vol. 7. — ISBN 90-04-09796-1. (платн.)
- Encyclopaedia of Islam, First Edition (1913—1936): [англ.]: in 9 vol. / ed. by Th. Houtsma, A. J. Wensinck, H. A. R. Gibb. — Leiden: E.J. Brill, 1993. — Vol. 8. — ISBN 90-04-09796-1. (платн.)
- Encyclopaedia of Islam, First Edition (1913—1936): [англ.]: in 9 vol. / ed. by Th. Houtsma, A. J. Wensinck, H. A. R. Gibb. — Leiden: E.J. Brill, 1993. — Vol. 9. — ISBN 90-04-09796-1. (платн.)

Збірки
- Studies of A. J. Wensinck :  [англ.]. — N. Y. : Arno Press[en], 1978. — 220 p. — (Mythology Series). — ISBN 9780405105678.Studies of A. J. Wensinck :  [англ.]. — N. Y. : Arno Press[en], 1978. — 220 p. — (Mythology Series). — ISBN 9780405105678.